# Basilica di Sant'Antonino
La basilica di Sant'Antonino, patrono di Piacenza, è una chiesa cattolica situata a Piacenza, capoluogo dell'omonima provincia.
La chiesa, esempio di architettura romanica e caratterizzata da una grossa torre campanaria di forma ottagonale, ha la dignità di basilica minore.

## Storia
Il primo edificio sacro dedicato a sant'Antonino a Piacenza fu voluto da san Vittore, il primo vescovo di Piacenza e costruita tra il 350 e il 375 in una posizione defilata, al di fuori della cerchia muraria cittadina, nell'area dove sarebbe, in seguito, sorto il transetto della successiva basilica.
Nel 400, per opera del vescovo di Piacenza Savino venne eseguita la traslazione delle reliquie di sant'Antonino, provenienti da un ambiente ipogeo di epoca romana posto al di sotto della chiesa di Santa Maria in Cortina, distante qualche decina di metri dalla basilica.
La chiesa ricoprì il ruolo di cattedrale di Piacenza fino all'850 quando venne presa la decisione di trasferire la cattedrale all'interno delle mura cittadine: a seguito di ciò il ruolo della chiesa perse di importanza, tuttavia data la posizione strategica e l'importanza rivestita fino a quel momento, nell'870 il vescovo di Piacenza Paolo decise di ordinarne la ricostruzione. Durante i lavori vennero aggiunti due bracci laterali disposti a croce e un tiburio di forma quadrata posto all'intersezione dei bracci.
Nell'869 vi fu sepolto re di Lotaringia, Lotario II, morto nei pressi di Piacenza, durante il viaggio di ritorno nel suo regno da Roma dove aveva avuto un incontro con papa Adriano II.

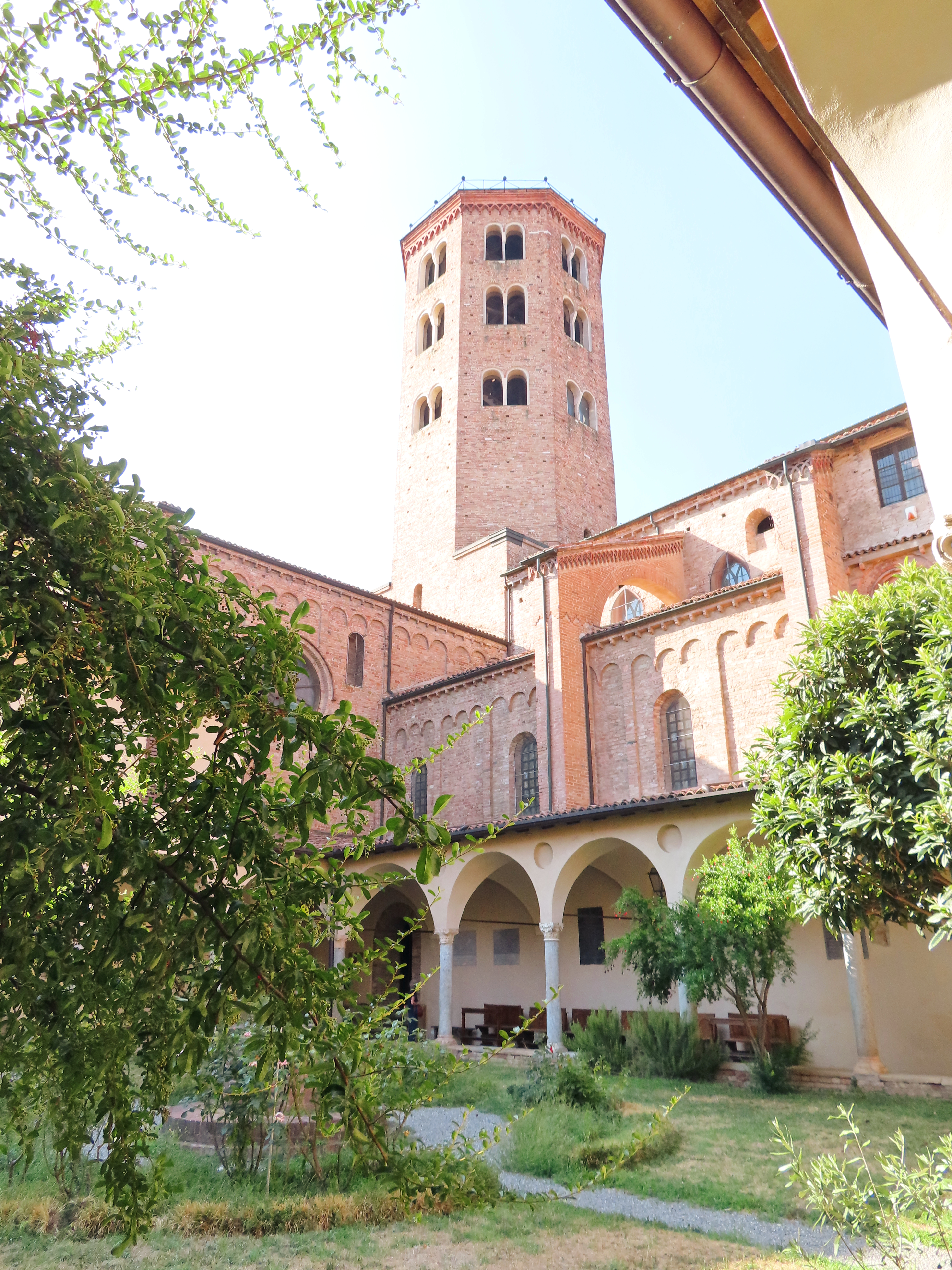
La torre campanaria vista dal chiostro

Data la sua posizione all'esterno delle mura cittadine, fu pesantemente danneggiata durante le invasioni degli Ungari avvenute nel corso della prima metà del X secolo. A seguito di ciò, nel 1014 il vescovo di Piacenza Sigifredo decise per una nuova ricostruzione dell'edificio durante la quale l'impianto originale fu radicalmente rivisto con l'innalzamento della torre, all'epoca caratterizzata dalla presenza di tre ordini di bifore, e dei transetti al di sopra del corpo centrale e la realizzazione di tre navate con altrettante absidi sul lato est dell'edificio. Durante i lavori, inoltre, furono realizzati affreschi su tutte le pareti interne della chiesa.
Tra il 1171 e il 1172 venne scolpito, sul lato settentrionale dell'edificio, il portale del Paradiso, riportante le effigi di Adamo ed Eva.

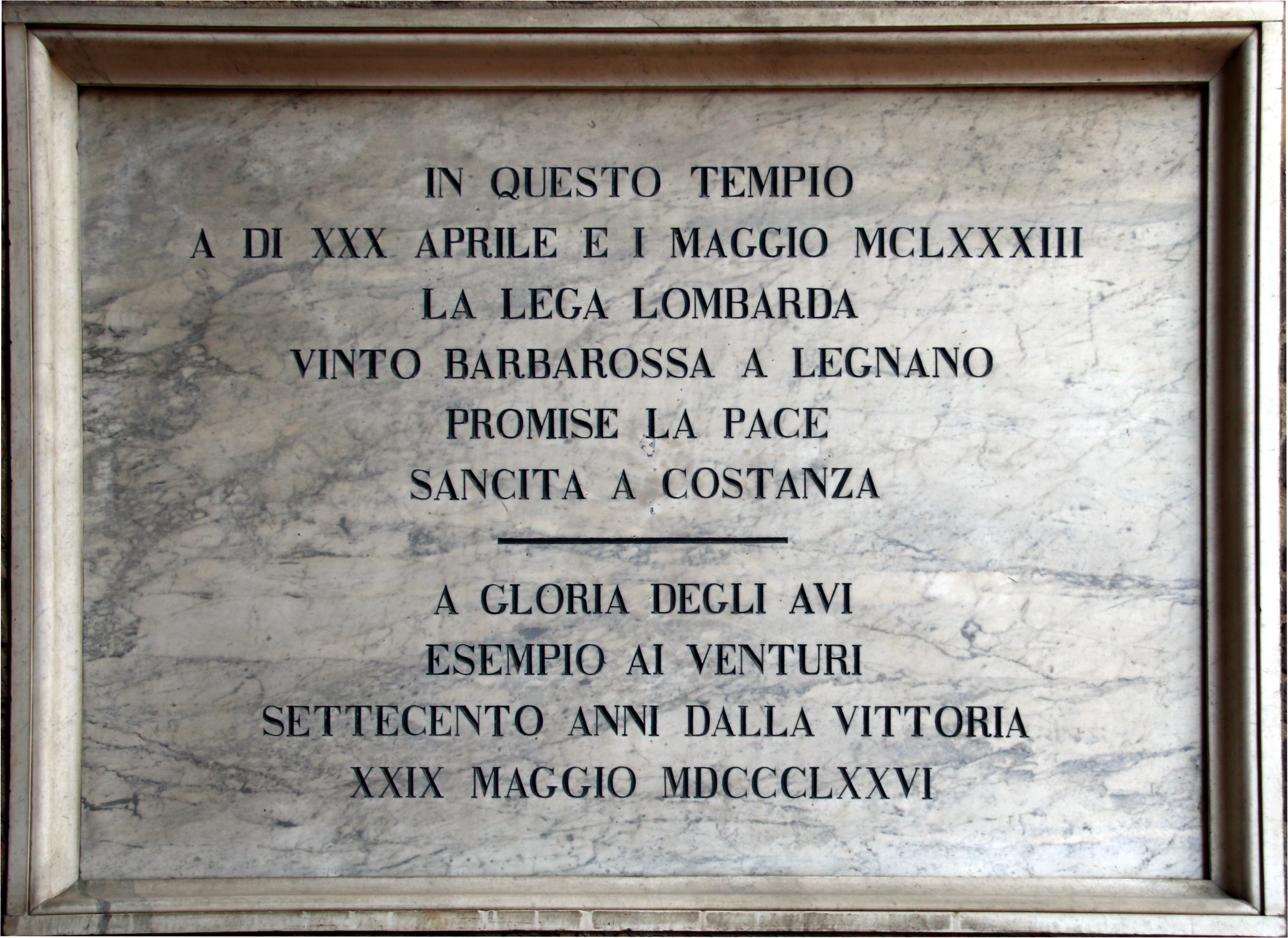
La lapide che commemora l'incontro tra il Barbarossa e i delegati della Lega Lombarda

Nel 1183 la chiesa ospitò un incontro tra i delegati della Lega Lombarda e l'imperatore Federico Barbarossa che vi si riunirono per firmare i preliminari della pace di Costanza.
Nel 1350 il transetto sinistro venne prolungato con l'edificazione, davanti al portale del Paradiso, dell'omonimo portico, realizzato su progetto dell'architetto Pietro Vago. Nel 1483 venne costruito il chiostro, di cui un lato sarebbe andato successivamente distrutto, mentre nel 1495 l'originale soffitto ligneo a capriate fu rimpiazzato da volte gotiche esapartite. Nel 1562, a seguito di alcune disposizioni emanate durante il concilio di Trento venne allungato il coro nello spazio ricavato dalla demolizione dell'abside principale.
Nel 1622 le volte della nuova abside furono dipinte per opera del pittore Camillo Gavasetti; negli anni successivi furono realizzate alcune cappelle nelle navate laterali e furono introdotte nuove decorazioni in stile barocco, tra i quali un portale, posto sulla facciata ovest. Tra il 1853 e il 1856 vennero eseguiti altri lavori secondo gli stilemi dell'eclettismo ottocentesco tra i quali il rivestimento dei capitelli, intonaci e stucchi in stile neogotico floreale.
Tra il 1925 e il 1930 furono realizzati degli importanti lavori di restauro, sotto la dichiarazione dell'architetto piacentino Giulio Ulisse Arata, il quale operò con l'intento di ripristinare l'originale aspetto dell'edificio sacro, eliminando, tra gli altri, il portale barocco posto sulla facciata occidentale e demolendo due cappelle laterali risalenti al XVI secolo.

## Descrizione
La basilica è caratterizzata da una pianta basilicale a croce latina rovesciata.

### Esterno

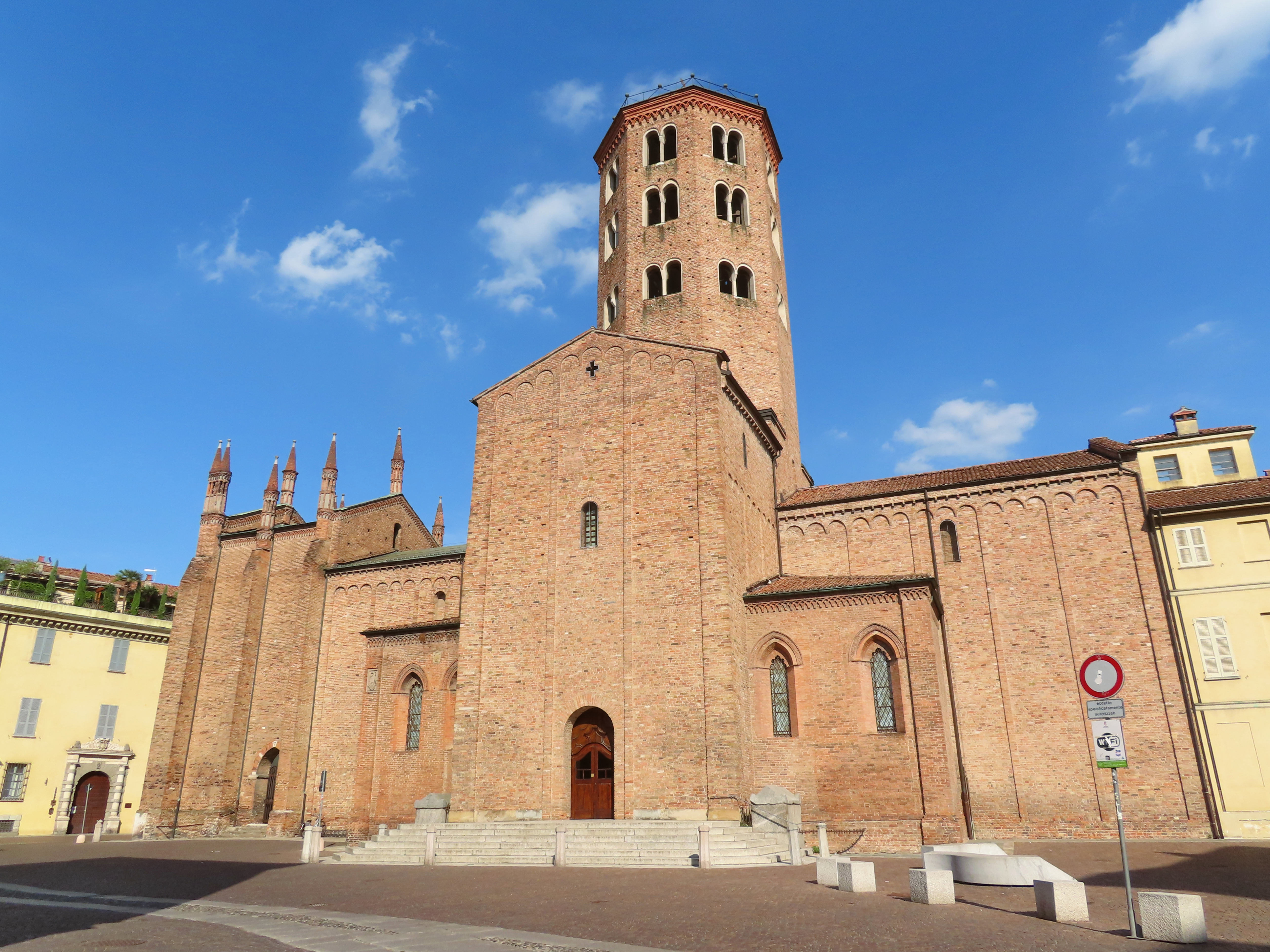
Facciata e campanile

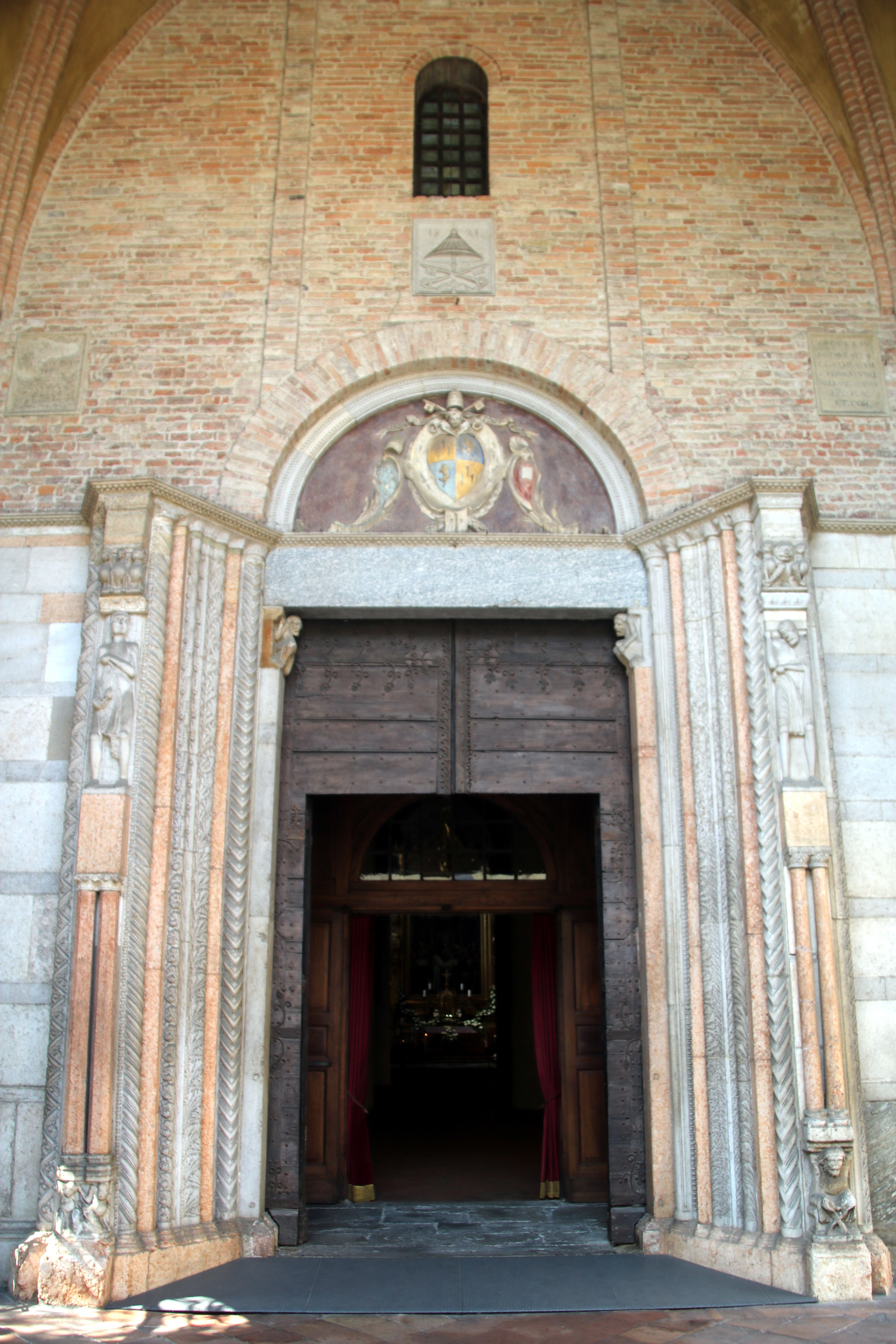
Portale del Paradiso

La chiesa, situata nell'omonima piazza nel centro storico di Piacenza, è realizzata in mattoni a vista e dispone di due accessi: il primo è situato sul lato occidentale e risale all'XI secolo, mentre il secondo, detto del Paradiso posto sulla facciata settentrionale, venne realizzato verso la metà del XIV secolo da parte dell'architetto Pietro Vago. La facciata occidentale è a capanna, monocuspidata e presenta due lesene centrali per tutta la sua altezza. Essa è dotata di un unico portale ad arco a tutto sesto al di sopra del quale si trova una bifora ad arco a sesto acuto; al portale si accede tramite una scalinata realizzata in pietra. Addossati alla facciata si trovano i volumi di due cappelle laterali, caratterizzati ciascuno da due monofore a sesto acuto.
La facciata nord si presenta anch'essa a capanna monocuspidata. Sugli angoli sono presenti dei contrafforti appoggiati su di un basamento realizzato in conci di arenaria; sulla sommità dei contrafforti sono presenti delle guglie a pinnacolo con tetto a forma di cono realizzato in mattoni. La facciata si apre in un arco ogivale sopra al quale si trova un rosone in pietra. L'atrio che si apre dentro all'arco è dotato di volte a crociera e permette l'accesso al portale marmoreo di stile romanico decorato ai lati dai telamoni rappresentanti Adamo ed Eva. All'interno dell'atrio, tra il 1998 e il 2021 si trovava una statua rappresentante papa Gregorio X, unico piacentino a essere salito al soglio pontificio, poi spostata nel giardino adiacente alla chiesa, conosciuto come giardino del Papa.
All'incrocio tra le navate si innalza la torre campanaria di forma ottagonale, la quale termina con tre ordini sovrapposti di bifore aperte su tutti gli otto lati ed è decorata da una cornice ad archetti pensili.

### Interno

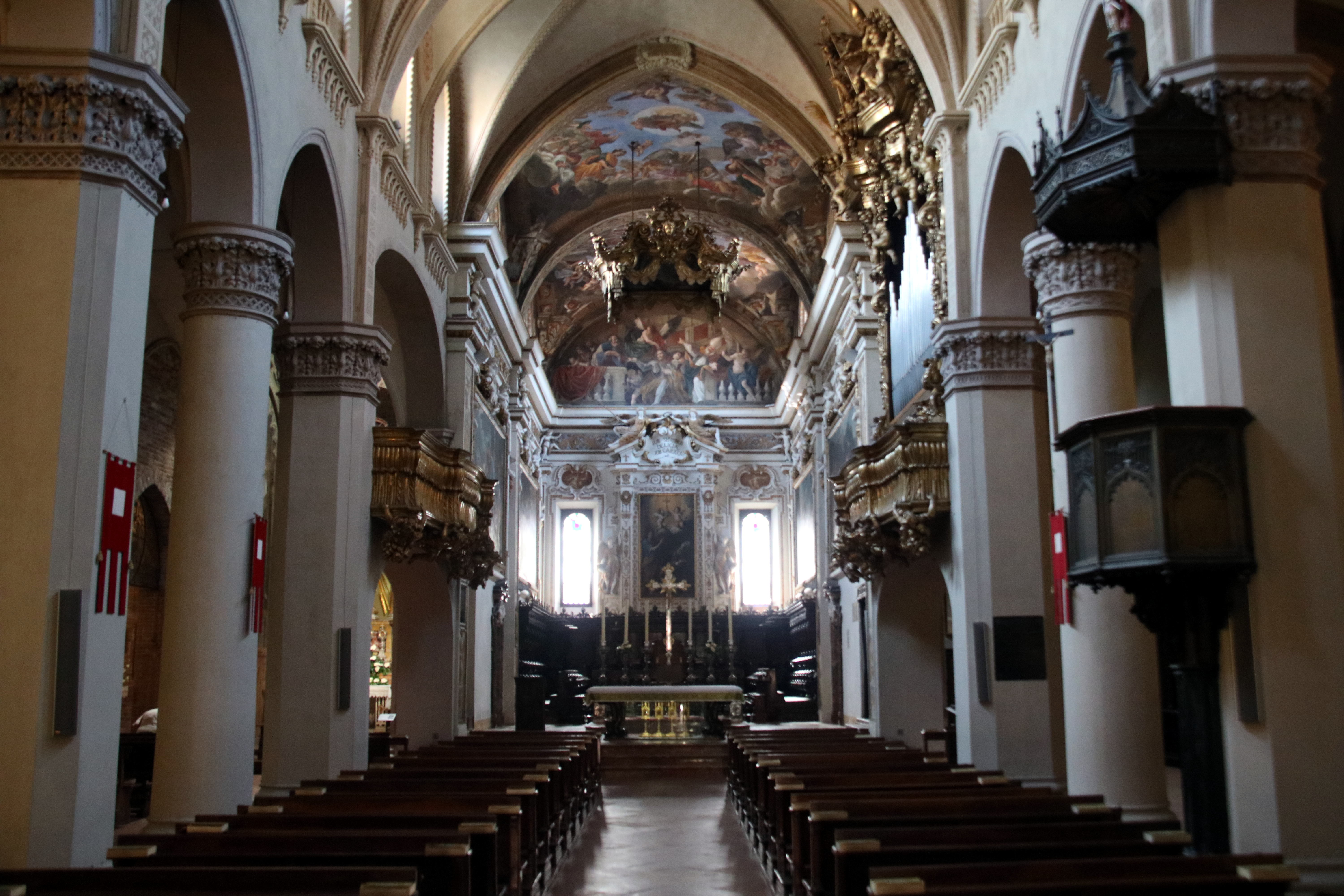
Navata centrale

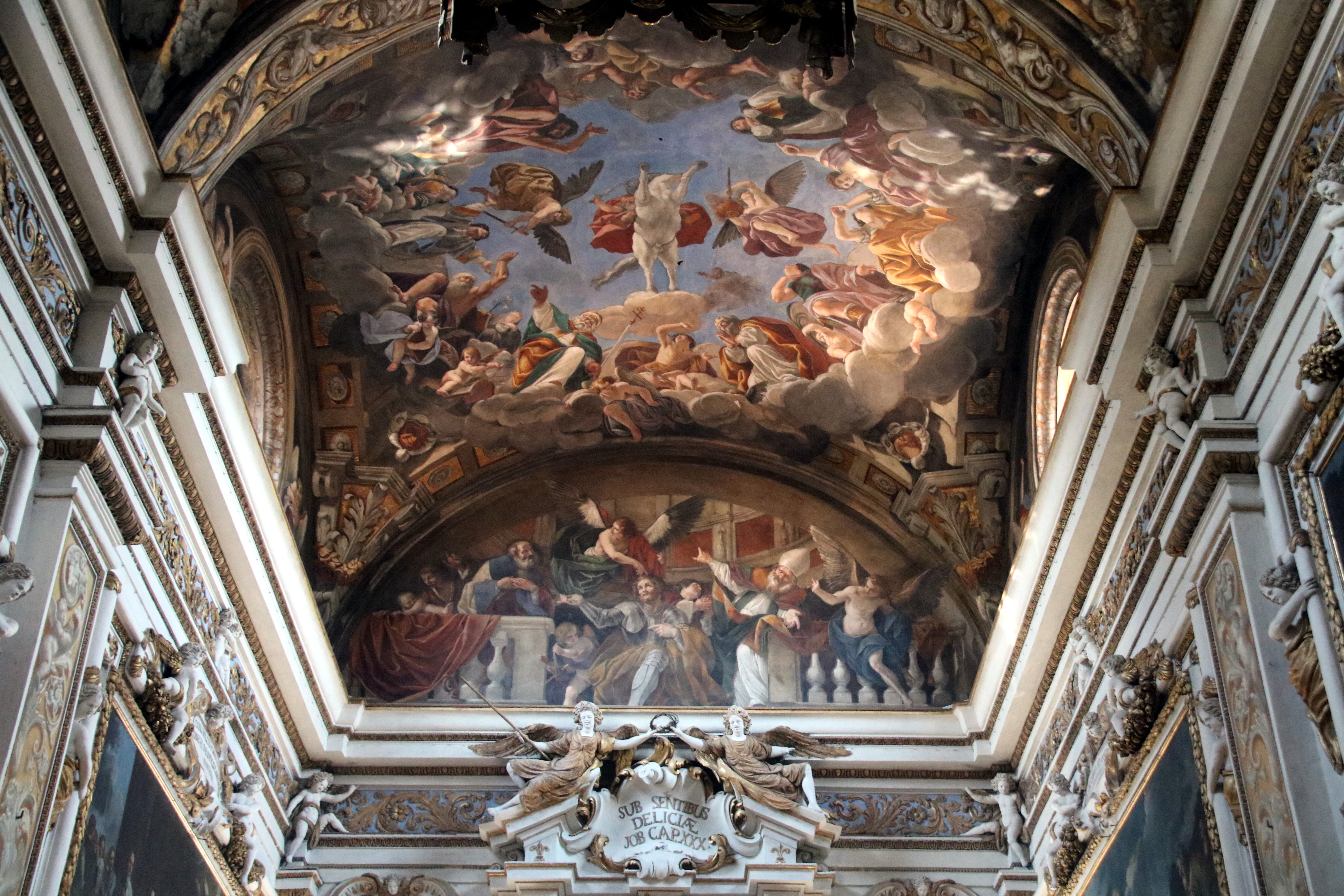
La volta affrescata del presbiterio

Il presbiterio contiene, all'interno di un'urna situata al di sotto dell'altare maggiore le reliquie dei santi Antonino e Vittore; la volta venne decorata nel 1622 da parte del modenese Camillo Gavasetti il quale realizzò un Trionfo di Gesù, opera dello stesso pittore sono anche i dipinti dei santi Antonino e Vittore posti nella lunetta. Alle pareti sono presenti cinque tele realizzate dal fiammingo Robert De Longe e raffiguranti diversi episodi della vita di sant'Antonino. Al XVIII secolo risalgono il coro e la cantoria, realizzati in stile barocco e decorati con intagli dorati realizzati da Giovanni Ceti.
La navata maggiore presenta un soffitto a volte tipico dell'architettura gotica; nel sottotetto che separa le volte dalle originali capriate lignee sono visibili i resti di un ciclo di affreschi del XII secolo: alcuni di questi affreschi sono, invece, stati distaccati dalle pareti e posizionati all'interno del transetto destro.

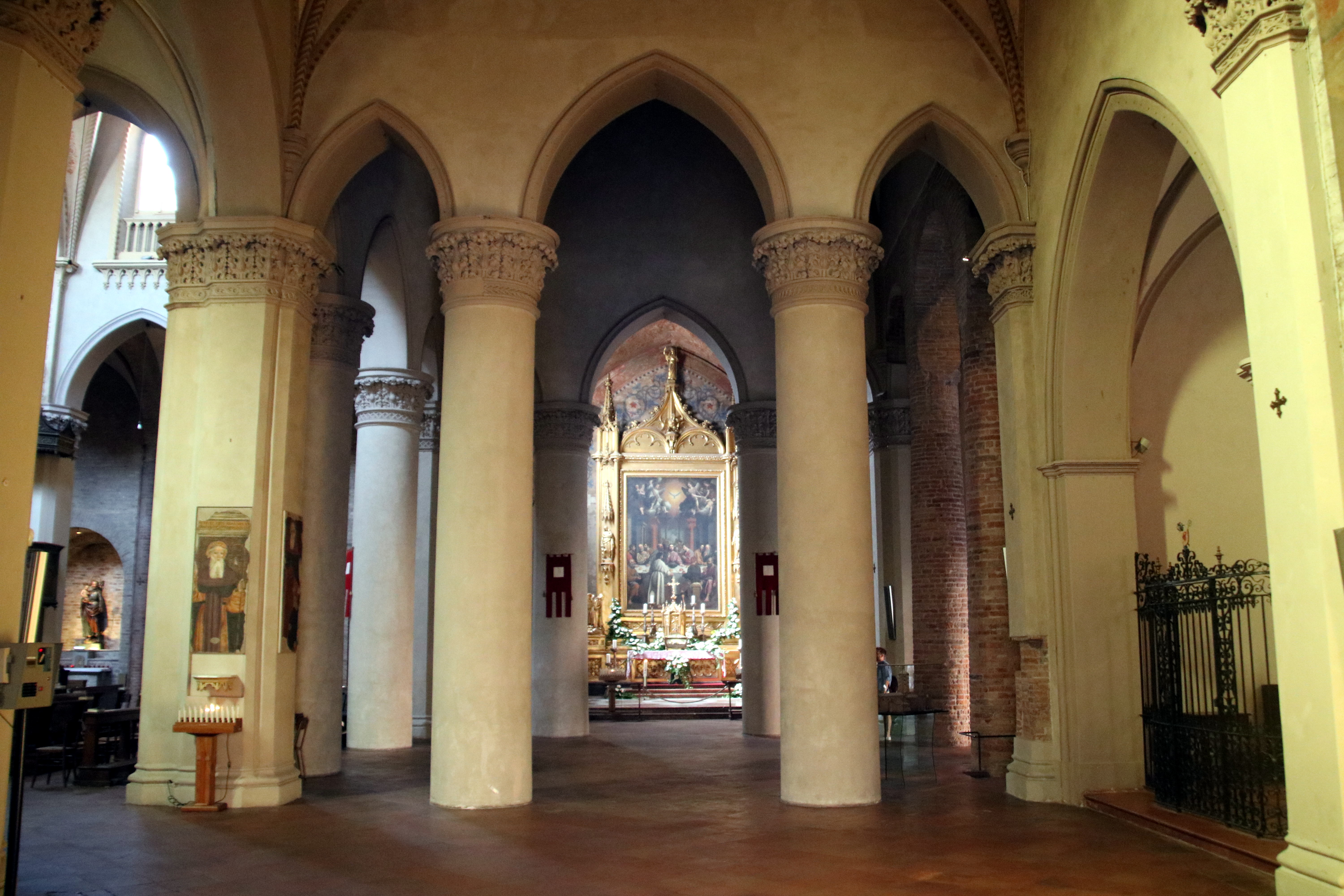
Nartece

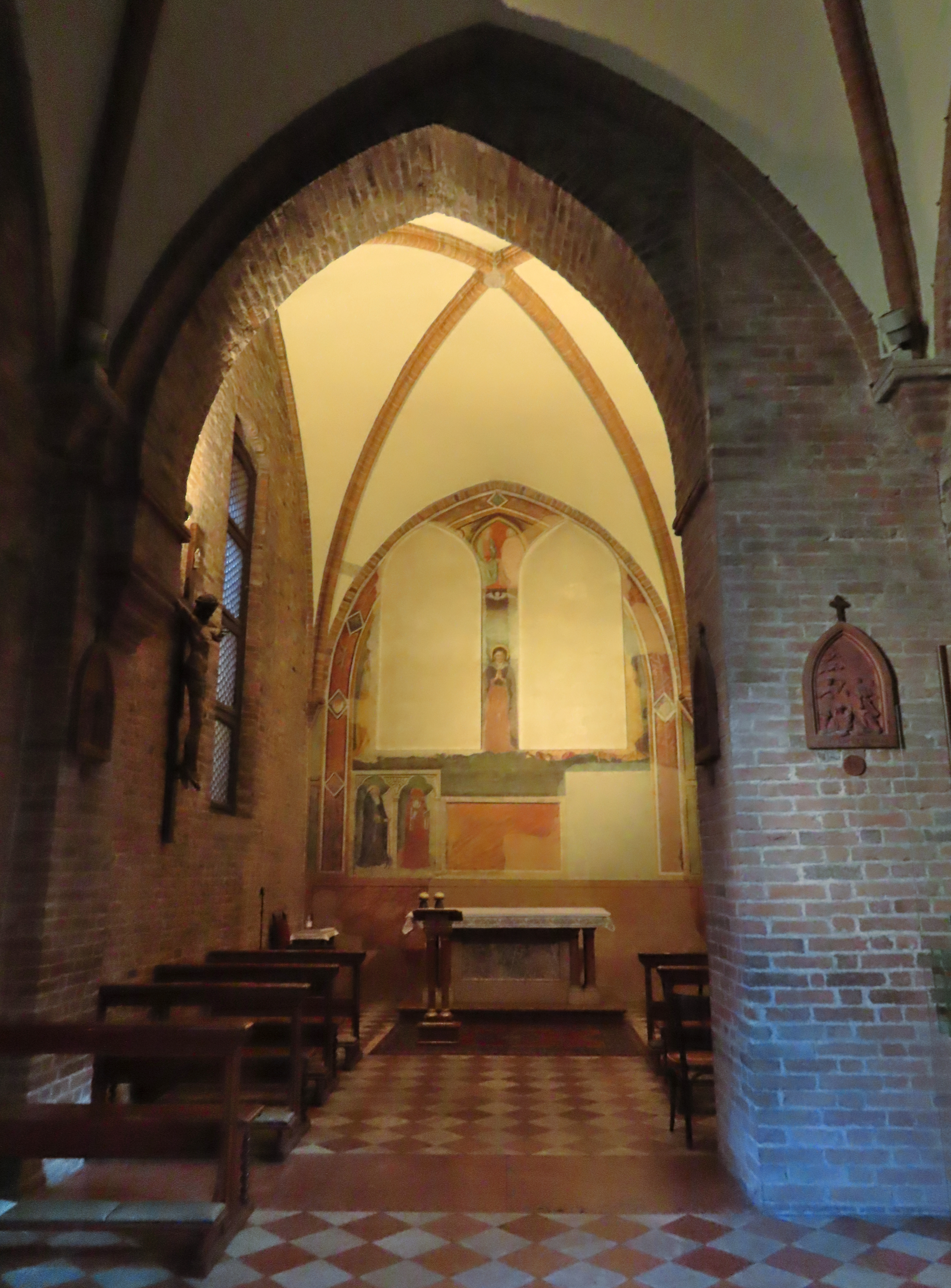
Cappella della Sacra Spina

La navata di destra presenta tre altari all'interno di arcate cieche. L'altare della prima arcata è sormontato da una statua lignea stuccata e dipinta rappresentante santa Lucia risalente al periodo compreso tra la fine del XV e l'inizio del XVI secolo il cui autore è ignoto. La navata di sinistra ospita alcune cappelle: nella prima è presente una tela risalente al 1650 e raffigurante la Sacra Famiglia in sosta durante la fuga in Egitto di cui non si conosce il pittore, nella seconda si trova un gruppo di statue realizzate in terracotta e risalenti al XV secolo. La terza cappella, dedicata alla Sacra Spina, presenta i resti di alcuni affreschi cinquecenteschi. Infine, nell'abside si trova la cappella dedicata all'Immacolata dove, sopra l'altare, è presente una statua scolpita nel 1784 da Giovanni Prati.
Nel transetto sinistro si trova un'Ultima Cena, opera del pittore genovese Bernardo Castello, una Madonna in gloria e Santi di Giovan Francesco Ferrante e una S. Francesca Romana del Mulinaretto. Nel braccio di destra si trova la cappella di sant'Opilio il cui altare, risalente al 1615 era, in origine, l'altare maggiore della chiesa. Sopra all'altare è presente un quadro di Bernardo Ferrari raffigurante il santo a cui è dedicata la cappella.
L'organo, posto in cantoria su di un'ampia cassa dorata e ricostruito nel 2003 da parte di Giani su di un organo Lingiardi risalente al 1837, è a due manuali e a trasmissione integralmente meccanica.

## Museo
In alcuni spazi realizzati nel Cinquecento è ospitato il museo capitolare della basilica di Sant'Antonino che ospita opere e arredi recuperati a seguito della demolizione di alcune cappelle avvenuta nella prima metà del XX secolo, nonché altri oggetti in origine collocati nella basilica.
Tra le opere conservate sono presenti due dossali attribuiti al maestro del dossale di Sant'Antonino, un Sant'Antonino di scuola lombarda risalente agli ultimi anni del XV secolo, una Natività di Maria probabilmente opera di Giulio Cesare Procaccini, una Incoronazione della Vergine di Giovanni Battista Trotti, detto il Malosso, e due bozzetti di Robert de Longe relativi ai dipinti esposti nel presbiterio.